# Village Kollektiv
Village Kollektiv - kolektyw muzyczny stworzony w 2002 z inicjatywy Rafała Kołacińskiego i Kapeli ze Wsi Warszawa. 
Tworzą muzykę będącą fuzją elektroniki z folkiem granym na "żywych" instrumentach ludowych. Wykorzystywane są ludowe melodie Kurpiów i bułgarskich Szopów, a także śpiew gardłowy z Tuwy i joik ludu Lapończyków. Wszystko to połączone jest z muzyką elektroniczną z kręgów electro, dub i d&b. 
Efektem grania kolektywu jest płyta Motion Rootz Experimental 2006.
Na płycie Wiedźmin - muzyka inspirowana grą znalazł się Utwór Village Kollektiv pod tytułem Sapphire Waters.

## Skład
Obecny skład
- Maciej Cierliński - lira korbowa
- Magda Sobczak-Kotnarowska - cymbały huculskie, polski śpiew z pola, joik
- Sylwia Świątkowska - fidel płocka, suka biłgorajska, skrzypy, wokal, złóbcoki wersja NT
- Weronika Grozdew-Kołacińska - bułgarskie struny głośne
- Rafał Kołaciński - elektronika, programowanie
- Bart Pałyga - basy trzystrunne, gadułka, wiolonczela, śpiew sygyt i kyrgyra
- Rafał Gańko - trąbka
- Adam Kłosiński - puzon

Byli członkowie
- Maciej Szajkowski - mazowiecki bęben obręczowy, perkusjonalia
- Maja Kleszcz
- Wojciech Krzak
- Anna Mamińska
- Katarzyna Szurman

## Dyskografia
- Motion Rootz Experimental 2006 (2006, Open Sources)
- EP 2009 (2009, Open Sources)
- Subvillage Sound (2010, Open Sources)

Kompilacje
- The Witcher (2007, CD Projekt)